# Liste von Persönlichkeiten der Stadt Ancona
Diese Liste enthält in Ancona geborene Persönlichkeiten sowie solche, die in Ancona gewirkt haben, dabei jedoch andernorts geboren wurden. Die Liste erhebt keinen Anspruch auf Vollständigkeit.

## In Ancona geborene Persönlichkeiten

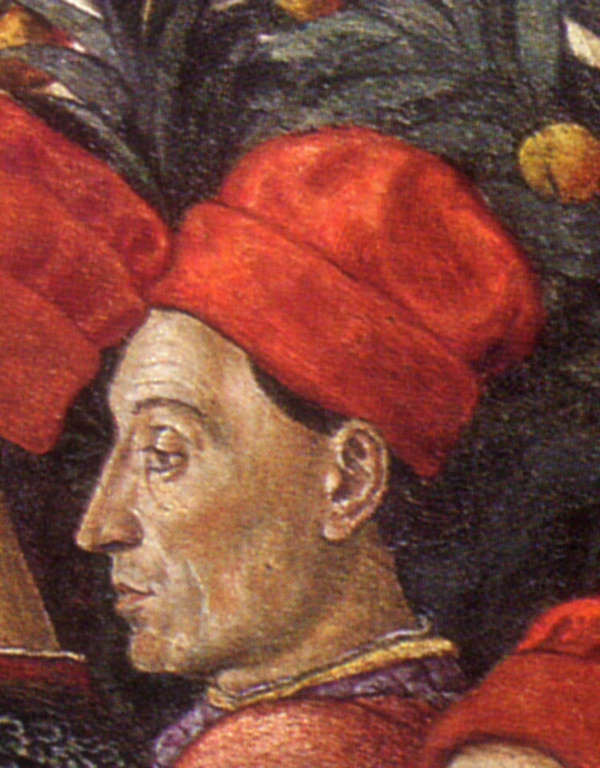
Cyriacus von Ancona

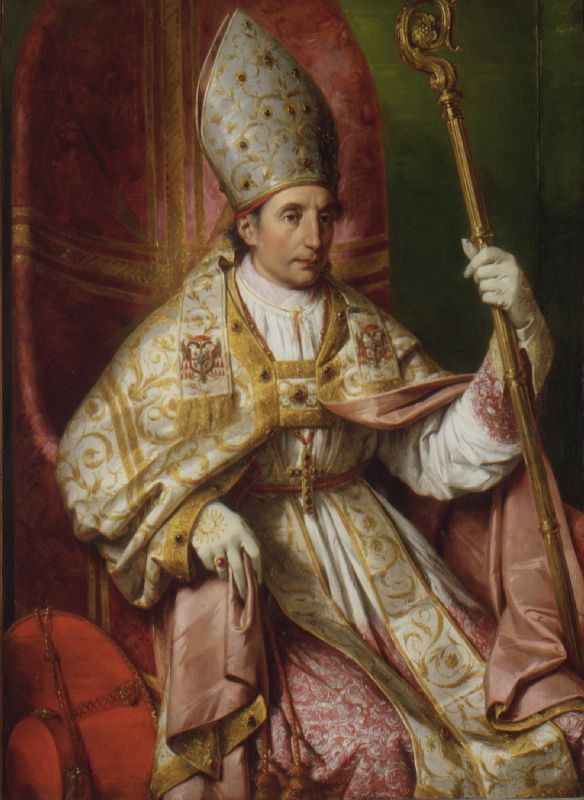
Cesare Nembrini Pironi Gonzaga

Agostina Segatori

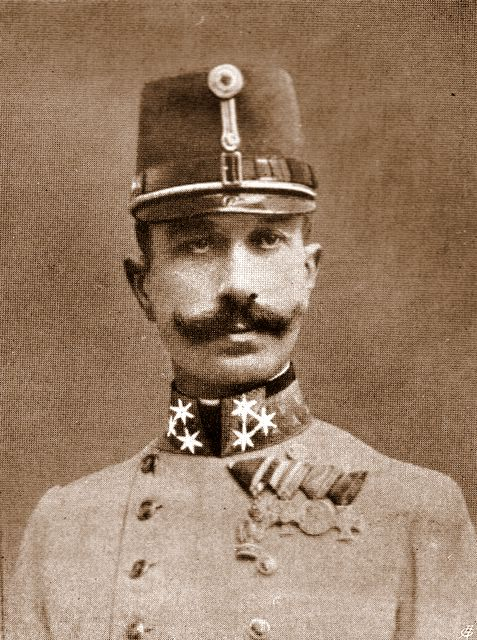
Eduard von Böhm-Ermolli

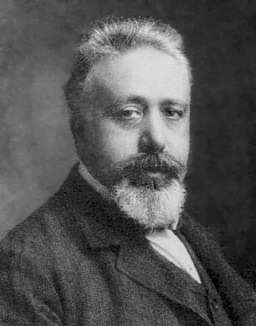
Vito Volterra

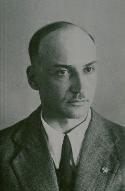
Filippo Zappata

### Bis 1799
- Augustinus Triumphus, bekannt als Augustinus von Ancona (1243–1328), Theologe und Schriftsteller
- Cyriacus von Ancona (≈ 1391–1455), Humanist und Epigraphiker
- Giacomo Finetti (Ende des 16. Jhdt.–1631), Komponist des Frühbarock
- Antonio Francesco Peruzzini (1643/1646–1724), Landschaftsmaler
- Ercole Francesco Dandini (1695–1747), Jurist und Verfechter der lateinischen Schriftsprache in den Wissenschaften
- Cesare Nembrini Pironi Gonzaga (1768–1837), Bischof von Ancona und Kardinal
- Antonio Maria Cadolini (1771–1851), Kardinal
- Gaetano Baluffi (1788–1866), Kardinal
- Gabriele Ferretti (1795–1860), Kardinal

### 1800–1899
- Francesco Podesti (1800–1895), Maler
- Lorenzo Barili (1801–1875), Kardinal
- Antonio Elia (1803–1849), Freiheitskämpfer
- Pietro Casaretto (1810–1878), Abt und Begründer der Kongregation von Subiaco
- Giuseppe Milesi Pironi Ferretti (1817–1873), Kardinal und Minister des Kirchenstaates
- Augusto Elia (1829–1919), Offizier und Politiker
- Joseph Brettauer (1835–1905), Augenarzt in Triest, Medaillensammler „Medicina in Nummis“
- Federico Consolo (1841–1906), Violinist und Komponist
- Agostina Segatori (1841–1910), Berufsmodell
- Eduard von Böhm-Ermolli (1856–1941), k.u.k. Feldmarschall und Heerführer im Ersten Weltkrieg
- Albert Abele von und zu Lilienberg (1857–1927), k.u.k. Feldmarschallleutnant
- Vito Volterra (1860–1940), Mathematiker und Physiker
- Giovanni Anfossi (1864–1946), Komponist, Pianist und Musikpädagoge
- Luigi Albertini (1871–1941), Publizist und Politiker
- Guido Bonarelli (1871–1951), Geologe und Paläontologe
- Antonio Restelli (1877–1945), Bahnradsportler
- Alessandro Contini-Bonacossi (1878–1955), Kunsthändler und Kunstsammler
- Guglielmo Barnabò (1888–1954), Schauspieler
- Guido Corbellini (1890–1976), Bauingenieur, Hochschullehrer und Politiker
- Filippo Zappata (1894–1994), Flugzeugkonstrukteur
- Pietro Belluschi (1899–1994), Architekt
- Gastone Pierini (1899–1967), Gewichtheber

### 1900–1949
- Elena Luzzatto (1900–1983), Architektin
- Romeo Sisti (1902–1971), Ruderer
- Umberto Spadaro (1904–1981), Schauspieler
- Corrado Cagli (1910–1976), Künstler
- Ottorino Gentilucci (1910–1987), Komponist und Musikwissenschaftler
- Victor Del Litto (1911–2004), französischer Romanist und Literaturwissenschaftler
- Bruno Leoni (1913–1967), Rechtsphilosoph und Anwalt
- Pietro Zampetti (1913–2011), Kunsthistoriker und Kunstkritiker
- Ave Ninchi (1915–1997), Schauspielerin
- Vinicio Marinucci (1916–2001), Drehbuchautor und Filmregisseur
- Cleto Bellucci (1921–2013), Erzbischof von Fermo
- Franco Corelli (1921–2003), Sänger (Tenor)
- Massimo Pradella (1924–2021), Komponist und Dirigent
- Antonio Amurri (1925–1992), Schriftsteller und Humorist
- Galliano Rossini (1927–1987), Sportschütze
- Silvana Blasi (1931–2017), Schauspielerin
- Alberto Leoncini Bartoli (* 1932), Diplomat
- Riccardo Lattanzi (1934–1991), Fußballschiedsrichter und -funktionär
- Virna Lisi (1936–2014), Schauspielerin
- Gianni Barcelloni (1942–2016), Filmproduzent, -regisseur und Drehbuchautor
- Ariel Toaff (* 1942), Historiker
- Gianni Del Buono (* 1943), Mittelstreckenläufer
- Gianfranco Angelucci (* 1946), Schriftsteller und Filmregisseur
- Gino De Dominicis (1947–1998), Künstler

### Ab 1950
- Arduino Sacco (* 1950), Filmregisseur, Drehbuchautor und Verleger
- Claudia Florio (* 1951), Filmregisseurin und Drehbuchautorin
- Renato Zaccarelli (* 1951), Fußballspieler und -trainer
- Valeria Mancinelli (* 1955), Politikerin
- Maurizio Canavari (* 1964), Agrarökonom
- Annamaria Solazzi (* 1965), Beachvolleyballspielerin
- Daniele Gaglianone (* 1966), Filmregisseur und Dokumentarfilmer
- Luca Marchegiani (* 1966), Fußballspieler
- Emanuele Naspetti (* 1968), Automobilrennfahrer
- Francesca Donato (* 1969), Politikerin
- Simone Giacchetta (* 1969), Fußballspieler und Sportdirektor
- Samuele Papi (* 1973), Volleyballspieler
- Chiara Daraio (* 1978), Maschinenbauingenieurin
- Davide D’Angelo (* 1982), Radrennfahrer
- Giulia Domenichetti (* 1984), Fußballspielerin
- Achille Polonara (* 1991), Basketballspieler
- Simone Barontini (* 1999), Mittelstreckenläufer
- Anastasia Carbonari (* 1999), Radrennfahrerin
- Michela Catena (* 1999), Fußballspielerin
- Tommaso Marini (* 2000), Florettfechter
- Elisabetta Cocciaretto (* 2001), Tennisspielerin
- Gianmarco Garofoli (* 2002), Radrennfahrer

## Berühmte Einwohner von Ancona
- Flora Zuzzeri (1552–1648), Dichterin
- Giovanni Paolo Foscarini (vor 1600–1649), genannt Il Furioso, Gitarrist und Komponist
- Anton von Cavallar (≈1775–1831), altösterreichischer Diplomat und Hofbeamter